# Operclipygus mirabilis
Operclipygus mirabilis (лат.) — вид мирмекофильных жуков-карапузиков из семейства Histeridae (Histerinae, Exosternini). Южная Америка: Колумбия, Панама. Длина 1,90—1,97 мм, ширина 1,50—1,68 мм. Цвет красновато-коричневый. Бока тела округлые, выпуклые. Лабрум в 1,5 раза длиннее своей ширины. В расположении отверстий антериальных пронотальных желёз наблюдается половой диморфизм (у самцов отверстия желёз сопряжены с поднятиями пронотальных бороздок, а у самок они открываются у переднего края пронотума). Фронтальные бороздки лба поперечные. Вид был впервые описан в 1941 году в составе рода Pseudister, а в ходе проведённой в 2013 году энтомологами Майклом Катерино (Michael S. Caterino) и Алексеем Тищечкиным (Santa Barbara Museum of Natural History, Санта-Барбара, США) ревизии рода Operclipygus включён в его состав и отнесён к видовой группе O. mirabilis group. Обнаружен в гнезде муравьёв-листорезов Atta colombica Guérin-Méneville, 1844).